# Foguera de les vanitats
Una foguera de les vanitats (en toscà: falò delle vanità) és la crema d'objectes condemnats per les autoritats eclesiàstiques per "pecaminosos". L'expressió sol referir-se a la foguera més coneguda d'aquesta mena, que van prendre el 7 de febrer del 1497, quan uns seguidors del monjo Girolamo Savonarola (més tard excomunicat) replegaren i cremaren en públic milers d'objectes a Florència (Itàlia) durant el Dimarts de Carnestoltes.
Aquesta crema tenia com a objectiu destruir els objectes que es consideraven pecaminosos, objectes de vanitat i que podrien temptar al pecat, com ara espills, maquillatge, vestits refinats, i fins i tot instruments musicals. També tenia com a objectiu llibres que els religiosos consideraven immorals, com ara les obres de Giovanni Boccaccio, manuscrits amb cançons laiques i obres d'art, incloses pintures i escultures. Entre els objectes cremats durant aquesta campanya hi havia pintures originals sobre temes mitològics clàssics fetes per Sandro Botticelli, posades per ell mateix a la foguera. Les Històries florentines de Francesco Guicciardini explica de primera mà les fogueres del 1497.

## Precursors
Tot i que sovint se les associa amb ell, aquestes fogueres no foren pas un invent de Savonarola sinó que ja acompanyaven els sermons a l'aire lliure de Bernardí de Siena en la primera meitat del segle xv.

## Evolució

### Girolamo Savonarola

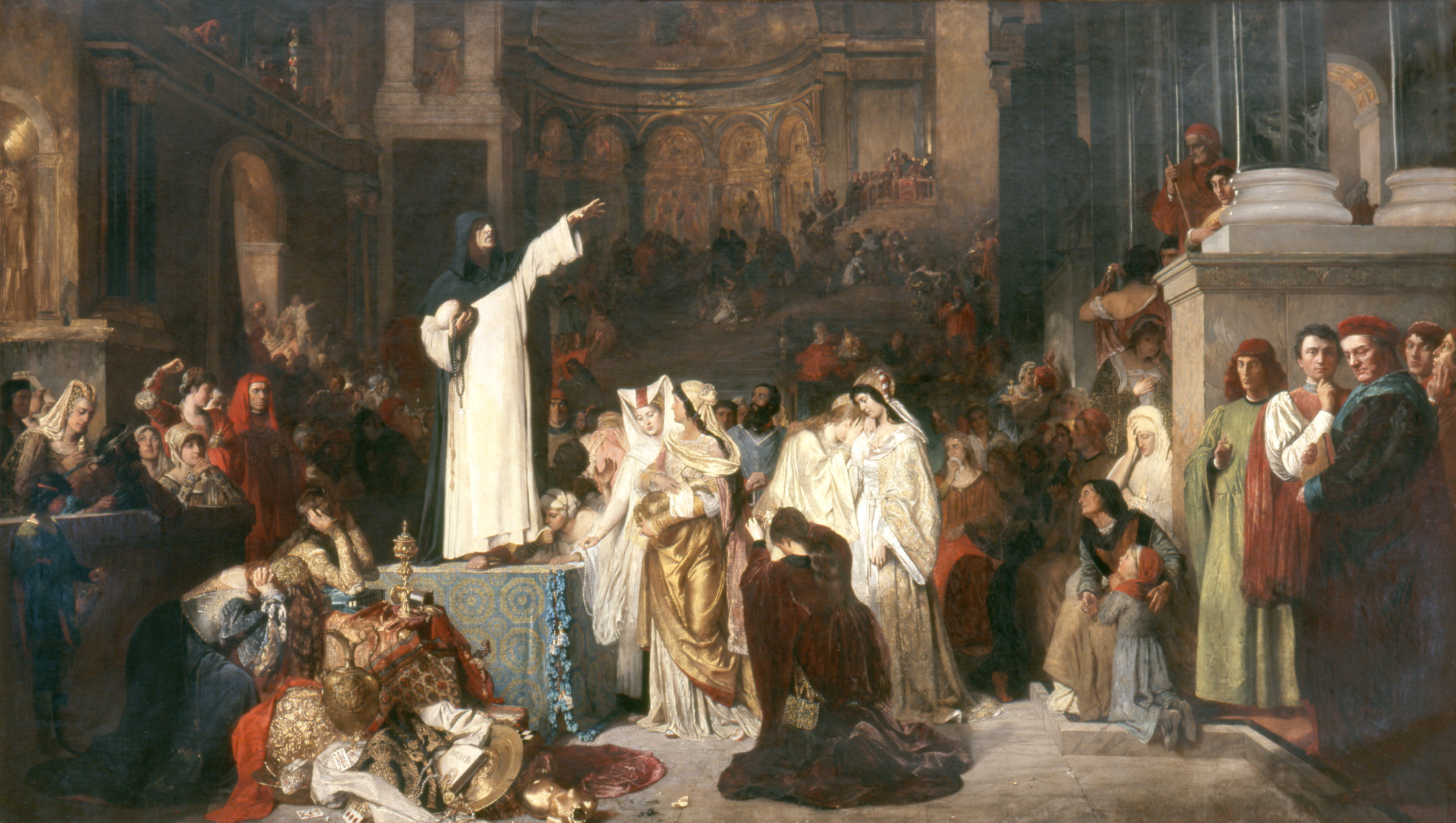
Savonarola predicant contra la prodigalitat, per Ludwig von Langenmantel (1879)

Girolamo Savonarola fou un frare dominic que va ser assignat a treballar a Florència el 1490 per petició de Llorenç el Magnífic, tot i que en pocs anys Savonarola esdevingué un dels principals enemics de la família Mèdici i ajudà a provocar-ne la caiguda el 1494. Savonarola feu campanya contra el que ell considerava els excessos artístics i socials de la Itàlia del Renaixement, predicant aferrissadament contra qualsevol mena de luxe. El seu poder i influència van créixer tant que es va convertir en el governant efectiu de Florència i tenia soldats d'escorta seguint-lo pertot arreu.
A partir de febrer del 1495, durant l'època de la festa del Carnestoltes, Savonarola començà a organitzar una "foguera de les vanitats" periòdica. Aplegà objectes que considerava "pecaminosos": manuscrits insubstituïbles, escultures antigues, pintures antigues i modernes, tapissos de valor incalculable i moltes altres obres d'art valuoses, així com espills, instruments musicals i llibres d'endevinació, astrologia i màgia. Qualsevol que intentàs oposar-s'hi el forçaven a desistir per grups de seguidors de Savonarola. Aquests partidaris es feien anomenar piagnoni ('ploramiques') per un sobrenom públic que al principi pretenia ser un insult.
La influència de Savonarola, però, no passà pas desapercebuda als alts funcionaris de l'Església, i les seues accions cridaren l'atenció del papa Alexandre VI. Fou excomunicat el 13 de maig del 1497 pels càrrecs d'heretgia i sedició per ordre del papa. Savonarola fou executat el 23 de maig del 1498, crucificat i cremat viu. La seua mort es va produir en la Piazza della Signoria de Florència, on anteriorment havia cremat les seues fogueres de les vanitats. Després de l'execució, les autoritats papals donaren avís que qualsevol que estigués en possessió dels escrits del frare tenia quatre dies per a lliurar-los a un agent papal per a ser destruïts; qualsevol que no ho complís pas també enfrontava a l'excomunió.

### Sandro Botticelli

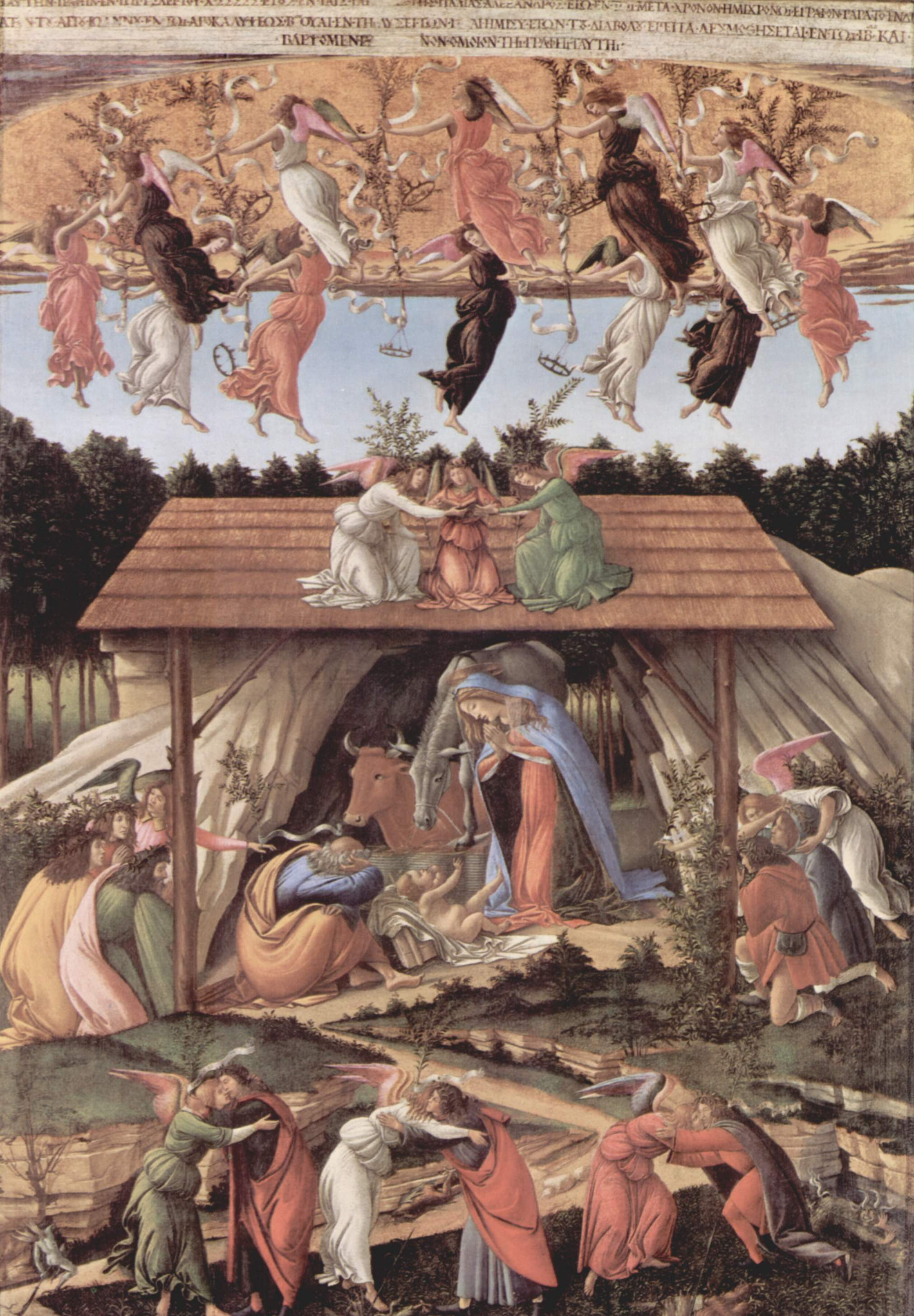
Nativitat mística, de Sandro Botticelli

Si bé algunes fonts posteriors deien que l'artista florentí Sandro Botticelli havia cremat algunes pintures seues provinents de la mitologia clàssica en la gran foguera florentina del 1497, la principal font sobre la seua vida, Giorgio Vasari, però, no ho esmenta pas, ni tampoc cap document primerenc. Vasari afirma que Botticelli no va produir res després d'estar sota la influència de Savonarola, tot i que això no és acceptat pels historiadors d'art modern, i a algunes pintures seues se'ls assigna dates posteriors a la mort de Savonarola (1498). L'historiador d'art Rab Hatfield diu que una de les pintures de Botticelli, Natividad mística (datada del 1500) es basa en el sermó que Savonarola pronuncià la Nit de Nadal del 1493.
Uns segles després, al 1851, Orestes Brownson (un filòsof americà apologista de Savonarola) esmenta que les obres d'art de Fra Bartolomeo, Lorenzo di Credi i molts altres pintors, i "algunes estàtues antigues", foren cremades en la foguera.

## En la cultura popular
- La novel·la de Tom Wolfe La foguera de les vanitats (1987) es refereix a l'esdeveniment originari, però no és pas una versió de la història. Més tard, s'estrenà la pel·lícula La foguera de les vanitats (1990) basada en la novel·la, dirigida per Brian De Palma i protagonitzada per Tom Hanks, Bruce Willis i Melanie Griffith.
- Aquest fet forma part de la novel·la de Ian Caldwell i Dustin Thomason L'enigma del quatre com la motivació per a l'escriptura d'Hypnerotomachia Poliphili (Somni de Polífil).
- També apareix amb un cert detall en la novel·la de Mary Ann Evans, Romola.
- Està explicat en la novel·la de Timothy Findley Pilgrim (1999).
- La novel·la de Sarah Dunant Amor i mort a Florència, una novel·la històrica de ficció, descriu Florència en el temps de Savonarola, i la foguera de les vanitats.
- El joc Assassin's Creed II té en el seu contingut descarregable l'episodi de la Foguera de les Vanitats en què Ezio Auditore da Firenze, el protagonista, ha d'enderrocar Savonarola a Florència i recuperar la fruita de l'Edén.
- El cantautor català Albert Pla fa referència a la foguera en la cançó La burilla del seu àlbum La Diferència.
- Aquest esdeveniment es veu representat en la sèrie de televisió The Borgias. També apareix en la tercera temporada de Medici: Masters of Florence.
- En un dels llibres de la saga Georgina Kincaid de Richelle Mead s'esmenta que la protagonista guardava quadres i pintures d'un reconegut pintor per a després ella mateixa lliurar-los, a excepció d'uns quants que li'ls va donar a un àngel.